# Marib kormányzóság

Marib kormányzóság elhelyezkedése Jemenen belül

Marib kormányzóság (arabul محافظة مأرب [Muḥāfaẓat Maʾrib]) Jemen huszonegy kormányzóságának egyike. Az ország középső részén fekszik. Északon el-Dzsauf, északkeleten Hadramaut, délkeleten Sabva, délen el-Bajdá, nyugaton pedig Szanaa kormányzóság határolja. Székhelye Marib városa. Területe 19 529 km², népessége a 2004-es népszámlálási adatok szerint 238 522 fő.

## Fordítás
Ez a szócikk részben vagy egészben  a   Governorates of Yemen című angol Wikipédia-szócikk ezen változatának fordításán alapul.  Az eredeti cikk szerkesztőit annak laptörténete sorolja fel. Ez a jelzés csupán a megfogalmazás eredetét és a szerzői jogokat jelzi, nem szolgál a cikkben szereplő információk forrásmegjelöléseként.